# Санта-Салети
Санта-Салети (порт. Santa Salete)  —  муниципалитет в Бразилии, входит в штат Сан-Паулу. Составная часть мезорегиона Сан-Жозе-ду-Риу-Прету. Входит в экономико-статистический  микрорегион Жалис. Население составляет 1375 человек на 2006 год. Занимает площадь 79,168 км². Плотность населения — 17,4 чел./км².

## Статистика
- Валовой внутренний продукт на 2003 составляет 27.958.130,00 реалов (данные: Бразильский институт географии и статистики).
- Валовой внутренний продукт на душу населения на 2003 составляет 20.303,65 реалов (данные: Бразильский институт географии и статистики).
- Индекс развития человеческого потенциала на 2000 составляет 0,772 (данные: Программа развития ООН).